# Astragalus floccosifolius
Astragalus floccosifolius är en ärtväxtart som beskrevs av Georgji Prokopievič Sumnevicz. Astragalus floccosifolius ingår i släktet vedlar, och familjen ärtväxter. Inga underarter finns listade i Catalogue of Life.